# Мінський півмарафон
Мінський півмарафон (біл. Мінскі паўмарафон) — міжнародне легкоатлетичне змагання з бігу на дистанції 21,097 м, яке щорічно проводиться у Мінську (Білорусь).
У 2015 році переможцями Мінського півмарафону стали українець Віталій Шафар (у чоловіків) і білоруска Ольга Мазуронок (у жінок).
З 2016 року входить до Асоціації міжнародних марафонів та пробігів (AIMS).